# Steven L. Teitelbaum
Steven L. Teitelbaum (geb. 29. Juni 1938 in New York City) ist ein US-amerikanischer Pathologe an der Washington University in St. Louis. Er gilt als führend auf dem Gebiet der Osteologie und der Osteoporose-Forschung.

## Leben und Wirken
Teitelbaum erwarb 1960 an der Columbia University einen Bachelor und 1964 an der Washington University in St. Louis einen M.D. als Abschluss des Medizinstudiums. Seine Facharztausbildung absolvierte er an der Washington University und der New York University. 1968 kehrte er an die Washington University zurück. Von 1987 bis 1996 war er Chefarzt der Pathologie am Barnes-Jewish Hospital in St. Louis. An der Washington University hat er (Stand Anfang 2019) eine Professur für Pathologie, Immunologie und Innere Medizin inne.
Teitelbaum konnte zeigen, dass Osteoklasten der hämatopoetischen Reihe entstammen. Er trug wesentlich zum Verständnis der Funktion der Osteoklasten bei, insbesondere welche Mechanismen den Knochenabbau durch Osteoklasten vermitteln (was die Entwicklung von Medikamenten gegen Osteoporose ermöglichte) und welche klinische Bedeutung das Anhalten des Knochenabbaus gegenüber der Neubildung hat (siehe Knochenumbau). Teitelbaum zeigte, dass der Integrin α-V/Integrin β-3-Komplex eine zentrale Rolle bei der Osteoklastenfunktion spielt, und arbeitete bei der Entwicklung eines spezifischen Inhibitors mit. Weitere wegweisende Arbeiten befassten sich mit dem Einfluss von Entzündungsmediatoren auf die Bildung von Osteoklasten, mit der Bedeutung der Osteoklasten bei gelenkzerstörenden Erkrankungen wie der Rheumatoiden Arthritis und mit dem Wesen des Knochenabbaus unter Therapie mit Glucocorticoiden sowie dessen medikamentöser Verhinderung. Jüngere Arbeiten befassen sich mit den Zusammenhängen zwischen Osteoklastenaktivität und Übergewicht und mit der Entwicklung von Antidiabetika, die nicht PPARγ aktivieren und damit wie Thiazolidindione das Frakturrisiko erhöhen.
Steven L. Teitelbaum veröffentlichte über 340 wissenschaftliche Publikationen. Er gehört zu den Herausgebern von Cell Metabolism und Experimental Medicine. 1992/93 war er Präsident der American Society for Bone and Mineral Research (ASBMR) und 2002/03 Präsident der Federation of American Societies for Experimental Biology (FASEB).
Für seine Leistungen bei der Erforschung der Biologie der Knochen und insbesondere der Funktion und Regulation  der Osteoklasten und ihre Bedeutung für die Entstehung der Osteoporose erhielt er 2019 den Internationalen König-Faisal-Preis für Medizin.